# ماك فوستر
ماك فوستر (بالإنجليزية: Mac Foster)‏ مواليد 27 يونيو 1942 في فرجينيا، الولايات المتحدة - الوفاة 19 يوليو 2010 في فريسنو، الولايات المتحدة، كان ملاكم محترف أمريكي حيث انتصر في نزاله الأول.

## إحصائيات
خاض خلال مسيرته 36 نزالا، فاز في 30 وخسر في 6. فاز بالضربة القاضية في 30 نزالا.

## روابط خارجية
- ماك فوستر على موقع بوكس ريك (الإنجليزية) (registration required)